# Kawalkator

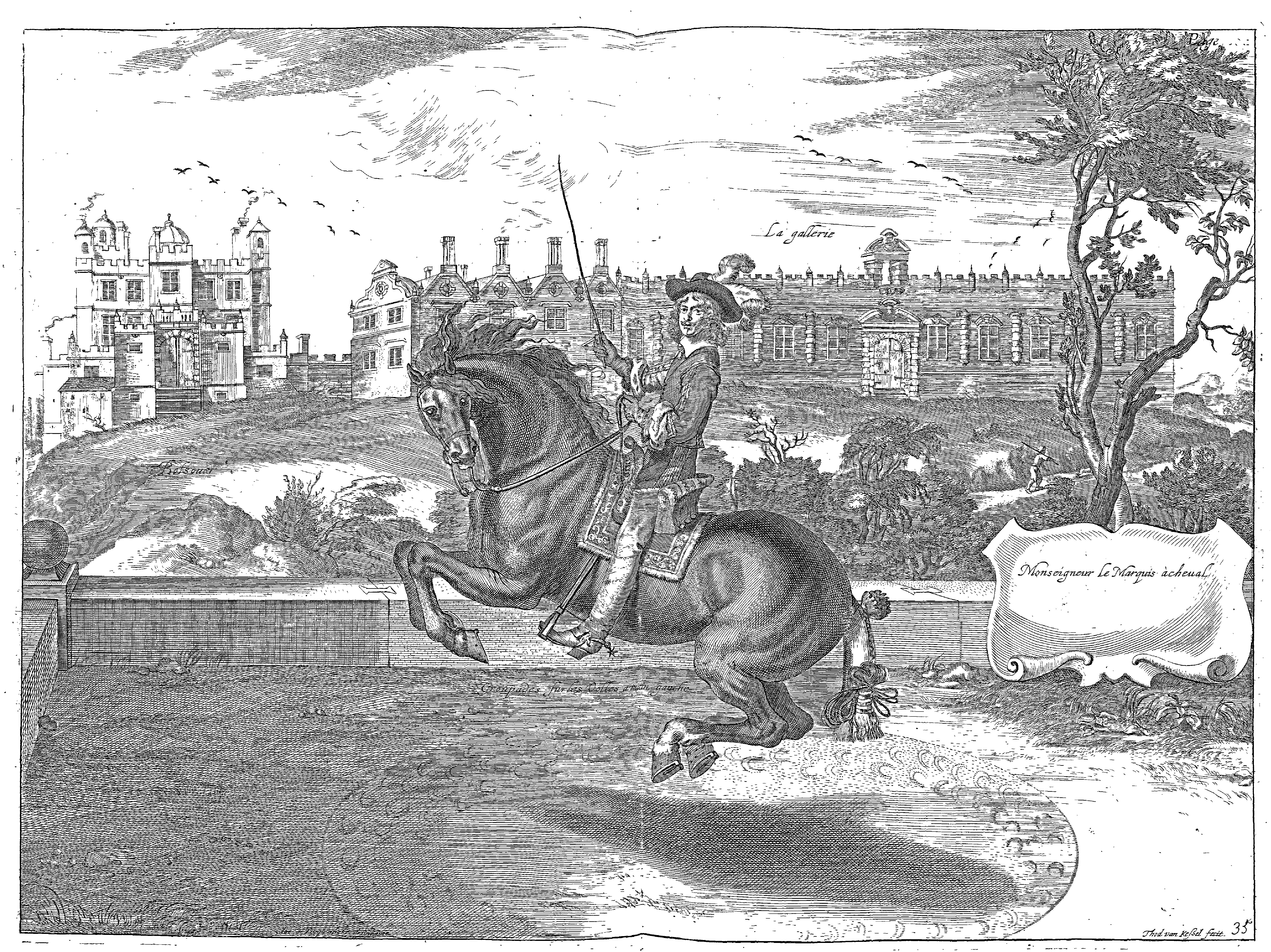
Kawalkator w posiadłości magnackiej (XVIII-wieczna rycina)

Kawalkator (od wł. cavalcare – jeździć konno), także (z niem.) berajter – zawodowy trener i ujeżdżacz koni. 
Zawód ten był szczególnie ceniony w Rzeczypospolitej szlacheckiej, gdy niemal każdy magnat i zamożny szlachcic miał na swych usługach przynajmniej jednego kawalkatora; często byli nimi cudzoziemcy. Było to wymuszone powszechnym korzystaniem z koni oraz wyjątkową rolą kawalerii w ówczesnym wojsku polskim (szczególnie husarii, dla której szkolono specjalne wierzchowce). Kawalkatorzy zwykle bywali nie tylko trenerami, lecz również znawcami koni, umiejącymi ocenić stan zdrowia oraz usposobienie danego zwierzęcia.
Obecnie zwyczajowo określa się tak trenera hippicznego, który przyzwyczaja młode konie do obecności jeźdźca i uczy je manewrów jeździeckich oraz kształtuje ich usposobienie i instynkt do celów sportowo-rekreacyjnych. Wielu trenerów to wykwalifikowani hipologowie, potrafiący ujarzmić nawet najmniej pokornego rumaka. W dzisiejszych czasach zawodowi kawalkatorzy szkolą konie głównie na wyścigi konne lub do celów turystyczno-wypoczynkowych.